# Teléfono de automóvil

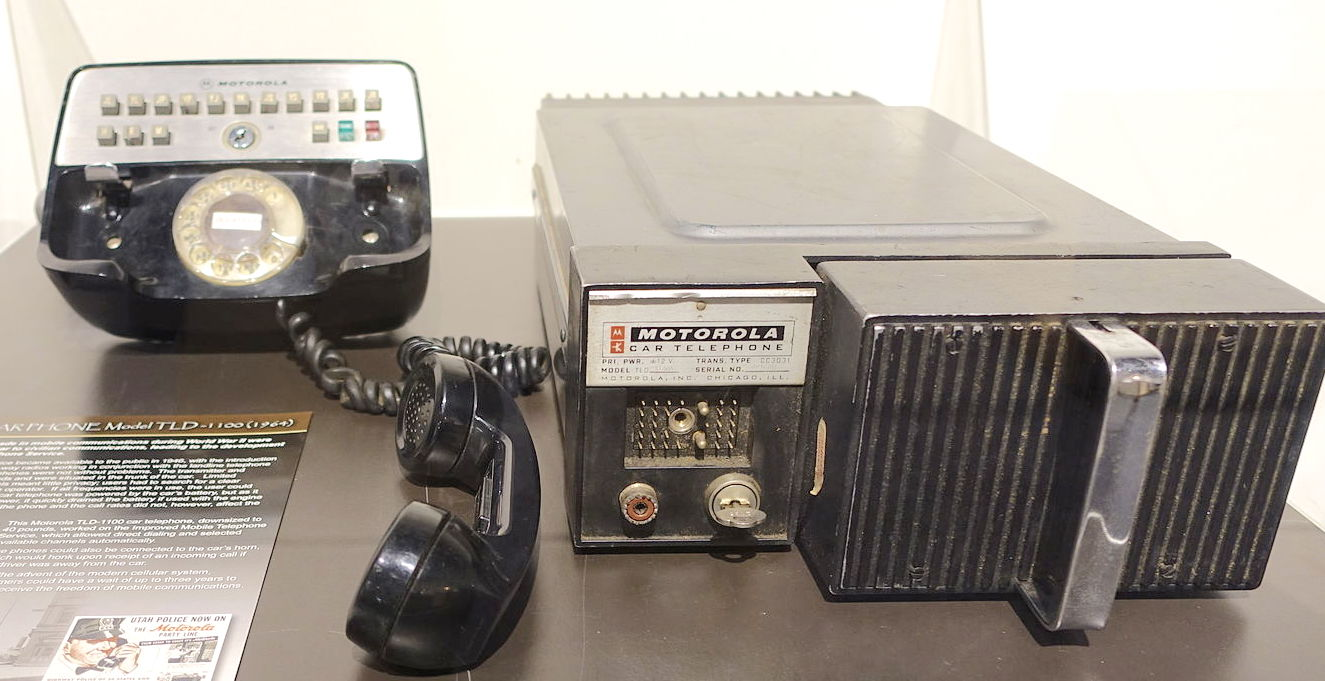
Motorola Modelo Telefónico de coche TLD-1100, 1964

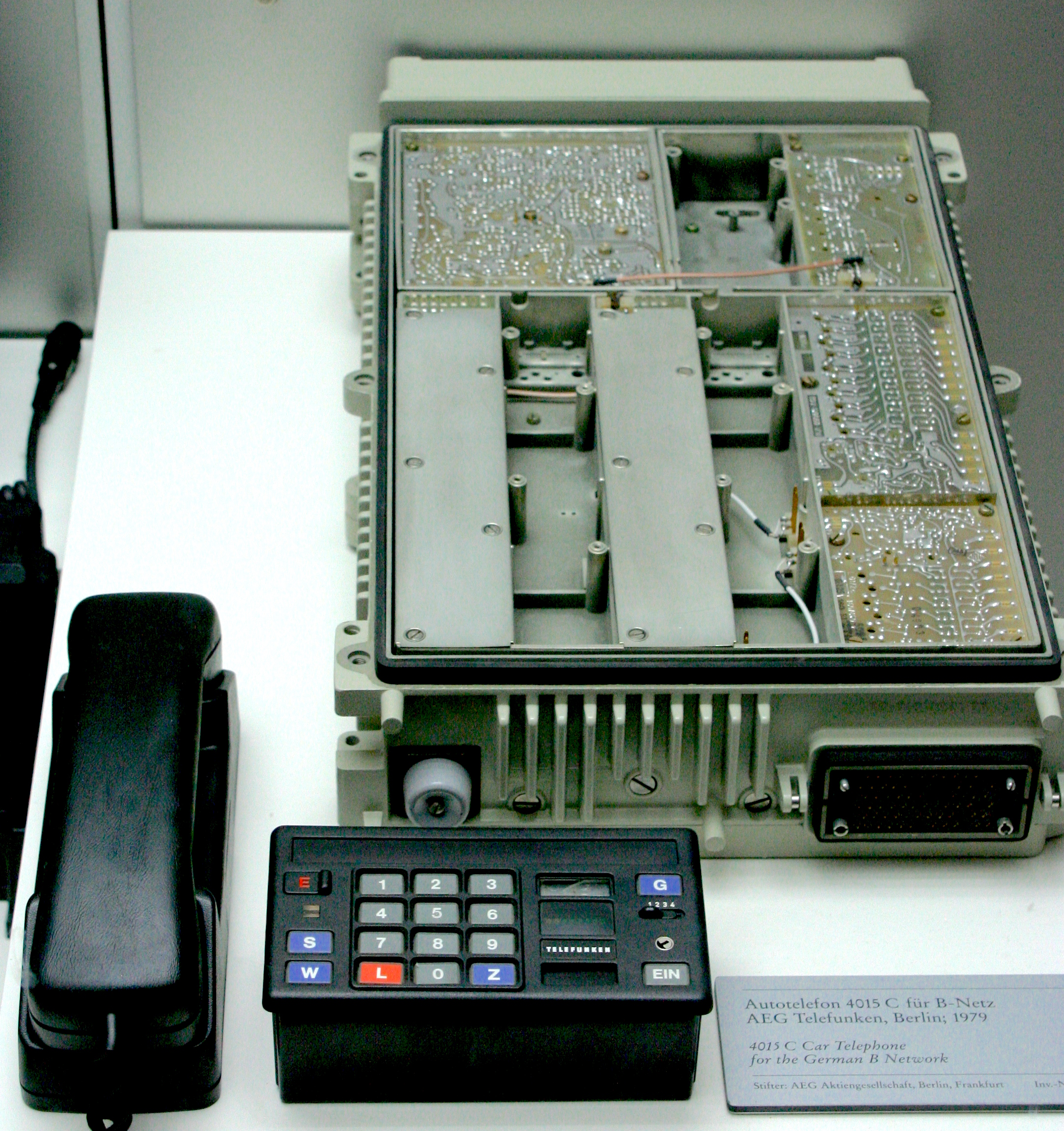
AEG 4015C teléfono para ela B Red alemana ca. 1979

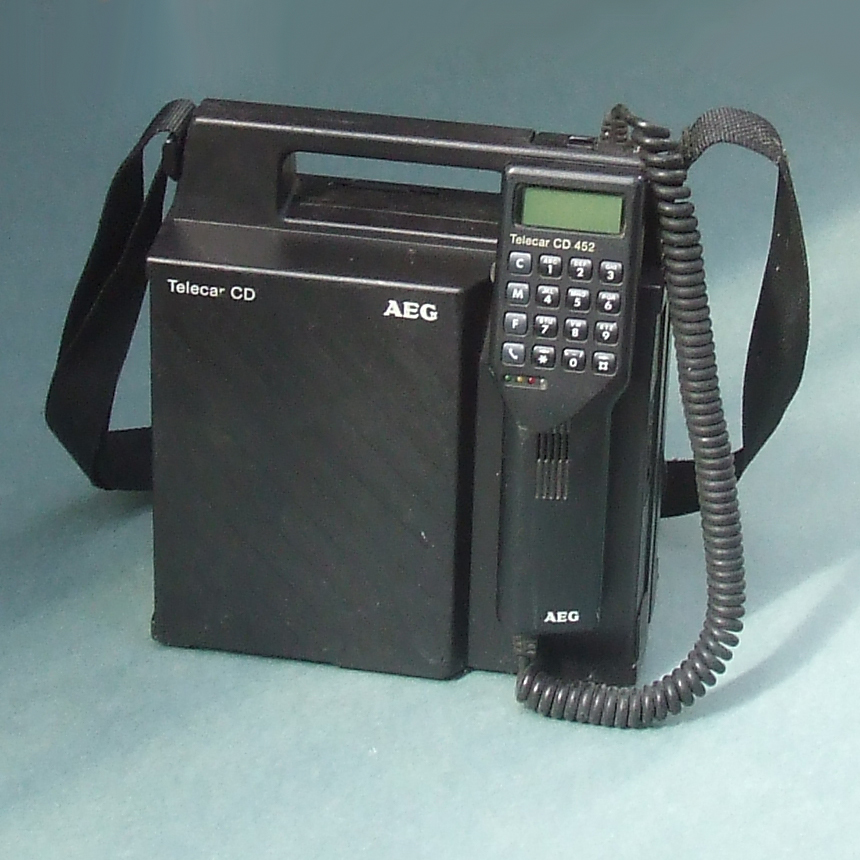
AEG Telecar, años 80

Un teléfono de automóvil es un dispositivo de teléfono celular específicamente diseñado e instalado en un automóvil.

## Historia
Este servicio se originó con el Bell System y fue utilizado por primera vez en San Luis (Misuri, Estados Unidos) el 17 de junio de 1946. El equipo original pesaba 80 libras (36 kg), y tenía inicialmente sólo tres canales para todos los usuarios del área metropolitana. Posteriormente, se añadieron más licencias, llegando a un total de 32 canales en tres bandas (Ver frecuencias IMTS). Este servicio estuvo en uso en la década de 1980 en grandes áreas de América del Norte.
El 2 de octubre de 1946, los equipos de comunicaciones de Motorola realizaron las primeras llamadas del nuevo servicio de radioteléfono de la Illinois Bell Telephone Company en Chicago. Debido al pequeño número de frecuencias de radio disponibles, el servicio alcanzó rápidamente la saturación.
En Finlandia, el servicio de teléfono de coche estuvo disponible por primera vez en 1971 con el servicio de generación cero ARP (Autoradiopuhelin, o «radioteléfono de automóvil»). Su sucesor en 1982 fue el sistema 1G NMT (Telefonía Móvil Nórdica) utilizado en toda Escandinavia y en otras áreas habitualmente remotas.
En América del Norte, los teléfonos de automóvil utilizaban generalmente el estándar MTS (Mobile Telephone Service, «Servicio de Telefonía Móvil»), utilizado por primera vez en San Luis, o IMTS («I» de improved, «mejorado)», antes de dar paso al servicio analógico de telefonía móvil (AMPS) en 1984. La tecnología AMPS fue descontinuada en los Estados Unidos en 2008.
Dado que el teléfono de coche tradicional utiliza un transmisor de alta potencia y una antena externa, es ideal para un uso rural o en áreas donde los móviles no pueden funcionar bien o no funcionan en absoluto. Aun así, en Estados Unidos, debido a los actuales controles de la Comisión Federal de Comunicaciones, los transportistas tienen que pagar tasas para activar cualquier equipo que no cumpla la norma E911 para dispositivos móviles, como son los antiguos analógicos.[cita requerida]
En la década de 1980, el teléfono de coche era más popular que el teléfono celular regular. Aun así, cuando los teléfonos celulares pasaron a ser más ligeros y más asequibles, durante el boom del teléfono celular en la década de 1990, los teléfonos de coche perdieron vigencia. Para la década de 2000, los teléfonos de coche habían quedado atrás debido a la comodidad del teléfono celular integrado con el coche con tecnologías como Bluetooth.
Incluso en 2008 aún quedaba algún teléfono de coche disponible, como el Nokia 810 y el Motorola VC6096 para uso con redes GSM y un teléfono de coche hecho por NAL Research para la red satelital de Iridium. Motorola ofreció a su clientela estadounidense los teléfonos de coche m800 y m900 para uso con redes CDMA y GSM, respectivamente. Algunos teléfonos de coche disponían de pantalla de color y soportaban conexiones de datos de alta velocidad así como la capacidad de acceder a tarjetas SIM almacenadas en otros teléfonos mediante Bluetooth.
De 2008 en adelante, numerosos automóviles presentan sistemas integrados de manos libres para utilizar el teléfono celular del usuario mediante un enlace Bluetooth inalámbrico o bien utilizan un transceptor integrado. Estos sistemas utilizan un micrófono montado internamente junto con el sistema de audio del coche, y pueden ofrecer activación y control por voz.